# Lijst van bisschoppen van Straatsburg

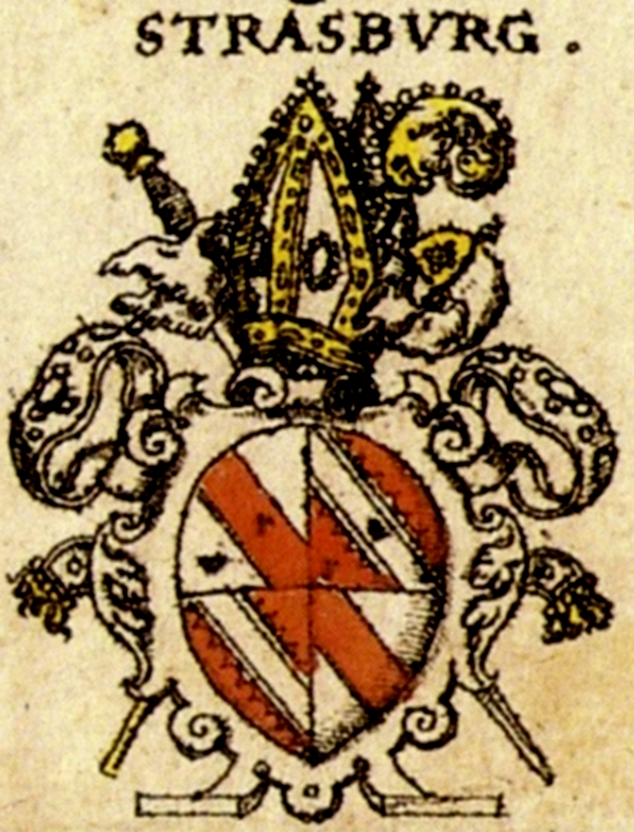
Wapen van het bisdom Straatsburg

Hieronder volgt een lijst van bisschoppen van Straatsburg, tot de Franse Revolutie een prinsbisdom, na 1988 een aartsbisdom :
- Amandus, 4e eeuw
- Justinus
- Maximinus
- H. Valentinus
- Solarius
- Sint Arbogast (6e eeuw)
- Florentius
- ca 614: Ansoald
- Biulfus
- Magnus
- Aldo
- Garoinus
- Landbert
- Rotharius
- Rodobaldus
- Magnebertus
- Lobiolus
- Gundoaldus
- ca 700: Udo I
- 728- : Witger/Widegerm
- ca 735-739: Wandalfried
- 739-765: Heddo/Eddo/Etto
- 765?: Ailidulf
- 765-783: Remigius, graaf in de Elzas
- 783-815: Ratho
- 815: Udo II
- 815?-822?: Erlehard/Erlhard
- 817?-840: Adalog
- 840: Udo III
- 840-875: Bernald/Bernhold
- 875-888: Rathold
- 876?-888: Reginard/Reginhard
- 888-906: Walram
- 906-913: Otbert/Odbert
- 913: Godfried
- 914-933: Richwin
- 933-934: Eberhard ?
- 933-950: Ruthard/Rudhard
- 950-965: Udo IV
- 965-991: Erchenbald/Erchembald
- 991-999: Widerold/Widerhold
- 999-1001: Amawich/Alawich/Alwig
- 1002-1028: Werner I van Habsburg, bijgenaamd Aedificator
- 1028/29-1047: Willem I van Karinthië
- 1048-1065: Herman/Wizelin/Hezilo/Herrand
- 1065-1077/79: Werner II van Achalm
- 1078/79-1082: Theobald of Dietwald ?
- 1082-1100: Otto van Hohenstaufen
- 1100: Boudewijn
- 1100-1123: Kuno
- 1123-1126: Bruno van Hochberg
- 1126-1127: Everhard
- 1127/29-1131: Bruno van Hochberg (2e keer)
- 1131-1141: Gebhard van Urach
- 1141-1162: Burchard I
- 1162-1179: Rudolf
- 1179-1180: Koenraad I van Geroldseck
- 1180/81-1190: Hendrik I van Hazenburg
- 1190-1202: Koenraad II van Huneburg
- 1202-1223: Hendrik II van Veringen
- 1223-1244: Berthold I van Teck
- 1243/44-1260: Hendrik III van Stahleck
- 1260-1263: Walter van Geroldseck
- 1263-1273: Hendrik IV van Geroldseck
- 1273-1299: Koenraad III van Lichtenberg
- 1299-1306: Frederik I van Lichtenberg
- 1306-1328: Jan I van Diepenheim
- 1328-1353: Berthold II van Bucheck
- 1353-1365: Jan II van Lichtenberg
- 1366-1371: Jan III van Luxemburg, (1371-1373 aartsbisschop van Mainz)
- 1371-1374: Lambert van Brunn
- 1375-1393: Frederik II van Blankenheim, (1393-1423 bisschop van Utrecht)
- 1393: Lodewijk van Thierstein
- 1393-1394: Burchard II van Lützelstein
- 1394-1439: Willem II van Diest
- 1439-1440: Conrad IV van Bussnang
- 1440-1478: Robert van Palts-Simmern
- 1478-1506: Albert van Palts-Mosbach
- 1506-1541: Willem III van Hohenstein
- 1541-1568: Erasmus Schenk van Limburg
- 1568-1602: Jan IV van Manderscheid
- 1592-1604: Johan George van Brandenburg
- 1604-1607: Karel van Lotharingen (bisschop van Metz)
- 1607-1626: Leopold van Oostenrijk (bisschop van Passau, aartsbisschop van Bremen, bisschop van Halberstadt en aartsbisschop van Maagdenburg)
- 1626-1662: Leopold Willem van Oostenrijk
- 1663-1682: Frans Egon van Fürstenberg
- 1682-1704: Willem Egon van Fürstenberg
- 1704-1749: Armand Gaston Maximiliaan van Rohan-Soubise
- 1749-1756: Frans Armand Augustus van Rohan-Soubise
- 1756-1779: Karel Caesar Constantijn van Rohan-Guéméné
- 1779-1803: Lodewijk René Eduard van Rohan-Guéméné - de laatste prins-bisschop

- 1803-1813: Jean Pierre Saurine
- 1813-1820: sede vacante
- 1820-1823: Gustaaf Maximiliaan van Croy-Solre
- 1823-1826: Claude Marie Paul Tharin
- 1826-1842: Jean François Marie Le Pappe de Trévern
- 1842-1887: Andreas Räß
- 1887-1890: Peter Paul Stumpf
- 1891-1919: Adolf Fritzen
- 1919-1945: Charles Joseph Eugène Ruch
- 1945-1967: Jean Julien Weber; hij werd op persoonlijke titel benoemd tot aartsbisschop van Straatsburg op 25 maart 1962
- 1967-1984: Léon Arthur Elchinger
- 1984-1997: Charles Amarin Brand; in oktober 1988 werd het bisdom Straatsburg door paus Johannes Paulus II tot aartsbisdom verheven
- 1997-2007 : Joseph Doré
- 2007- : Jean-Pierre Grallet